# 21 gennaio
Il 21 gennaio è il 21º giorno del calendario gregoriano. Mancano 344 giorni alla fine dell'anno (345 negli anni bisestili).
Il Sole entra nel segno astrologico dell'Aquario.

## Eventi
- 1189 – Filippo II di Francia e Riccardo I d'Inghilterra iniziano a radunare le truppe per la Terza crociata
- 1276 – Il francese Pietro di Tarantasia diventa papa Innocenzo V
- 1525 – Nasce il movimento anabattista svizzero, quando Conrad Grebel, Felix Manz, Georg Blaurock, e un'altra dozzina di persone si battezzano l'un l'altro nella casa della madre di Manz, nella Neustadt-Gasse di Zurigo, spezzando una tradizione millenaria di unione tra Chiesa e Stato
- 1643 – Abel Tasman scopre Tonga
- 1720 – Svezia e Prussia firmano il Trattato di Stoccolma
- 1793
  - Luigi XVI viene ghigliottinato a Parigi in Piazza della Rivoluzione.
  - Russia e Prussia si spartiscono la Polonia
- 1861 – Stati Uniti d'America: Jefferson Davis si dimette da senatore
- 1864 – Inizia la campagna Tauranga, durante le guerre māori
- 1871 – Viene approvata la legge che trasferisce la capitale d'Italia da Firenze a Roma
- 1887 – Viene fondata la Amateur Athletic Union (AAU)
- 1896 – Termina l'Assedio di Macallè
- 1899 – La Opel inizia la produzione automobilistica[1]
- 1908 – La Torre Eiffel è usata per la prima volta per inviare un messaggio radio a lunga distanza
- 1911 – Prima edizione del Rally di Monte Carlo
- 1919 – Inizia la guerra d'indipendenza irlandese
- 1921 – Fondazione del Partito Comunista Italiano a Livorno
- 1924 – Vladimir Lenin muore
- 1925 – L'Albania si proclama repubblica
- 1936 – Guerra d'Etiopia: ha inizio la battaglia di Passo Uarieu.
- 1941 – Seconda guerra mondiale: truppe australiane e britanniche attaccano Tobruch in Libia
- 1950 – Alger Hiss viene condannato per falsa testimonianza
- 1954 – Il primo sottomarino nucleare, il USS Nautilus (SSN-571), viene varato a Groton (Connecticut) da Mamie Eisenhower, all'epoca first lady degli Stati Uniti
- 1968 – Un B-52 precipita in Groenlandia: delle quattro bombe nucleari a bordo, una non venne mai ritrovata.
- 1969 – Un reattore nucleare sperimentale sotterraneo a Lucens (Svizzera) rilascia radiazioni in una caverna che venne sigillata
- 1976 – L'aereo supersonico Concorde entra ufficialmente in servizio
- 1977 – Il presidente statunitense Jimmy Carter perdona quasi tutti i renitenti alla leva della guerra del Vietnam
- 1982 – I Carabinieri Giuseppe Savastano ed Euro Tarsilli vengono assassinati da esponenti dei Comunisti Organizzati per la Liberazione Proletaria fermati per un controllo.
- 1998 – Papa Giovanni Paolo II va in visita apostolica a Cuba e qui incontra anche Fidel Castro.
- 1999 – Guerra alla droga: in una delle più grandi operazioni antidroga della storia statunitense, la Guardia costiera degli Stati Uniti intercetta una nave con oltre 4.300 kg di cocaina a bordo.
- 2001 – La tedesca Jutta Kleinschmidt è la prima donna a vincere il Rally Parigi-Dakar
- 2009:
  - Israele ritira le sue truppe dalla Striscia di Gaza
  - Il presidente statunitense Barack Obama ordina la chiusura del carcere nella Baia di Guantánamo

## Nati
Ci sono circa 1 310 voci su persone nate il 21 gennaio; vedi la pagina Nati il 21 gennaio per un elenco descrittivo o la categoria Nati il 21 gennaio per un indice alfabetico.

## Morti
Ci sono circa 630 voci su persone morte il 21 gennaio; vedi la pagina Morti il 21 gennaio per un elenco descrittivo o la categoria Morti il 21 gennaio per un indice alfabetico.

## Feste e ricorrenze

### Civili
Internazionali:
- Giornata mondiale dell'abbraccio (Hugging Day)

Locali:
- Festa di Sant'Agnese e delle Malelingue all'Aquila

### Religiose
Cristianesimo:
- Sant'Agnese, vergine e martire
- San Bartolomeo Albano Roe, martire
- Sant'Epifanio di Pavia, vescovo
- Santi Fruttuoso, Augurio ed Eulogio, martiri
- San Giovanni Yi Yun-il, martire
- San Meinrado di Einsiedeln, eremita e martire
- San Patroclo di Troyes, martire
- San Publio di Atene, vescovo
- San Zaccaria del Mercurion
- Beata Cristiana di Assisi
- Beate Cristina, Maria Maddalena e Maria di Gesù, vergini mercedarie
- Beati Edoardo Stransham e Nicola Wheeler, sacerdoti e martiri
- Beato Francesco Bang, militare, martire
- Beato Giovanni Battista Turpin du Cormier e 13 compagni, martiri
- Beata Giuseppa Maria di Sant'Agnese (Giuseppa Teresa Albiñana Gomar, vergine)
- Beato Gualtiero di Bruges, vescovo
- Beato Tommaso Green, sacerdote e martire